# Petrus II. Weindl
Petrus Weindl OSB (* 28. November 1879 in Feldkirchen, Oberösterreich; † 8. Oktober 1943 in Laufen, Oberbayern) war von 1924 bis 1933 Abt der Benediktinerabtei Michaelbeuern.

## Leben
Andreas Weindl wurde als Sohn einer Innvierler Bauernfamilie in der Ortschaft Burgkirchen, Gemeinde Feldkirchen bei Mattighofen geboren.
Am 15. September 1900 trat er unter Abt Wolfgang Stockhammer in die Abtei Michaelbeuern ein und studierte in Salzburg Theologie. Am 19. Juni 1904 legte er die feierliche Profeß ab, am 19. Juli 1904 empfing er die Priesterweihe.
Als Seelsorger war er in verschiedenen Pfarren tätig, ehe er am 17. Juni 1924 zum Abt von Michaelbeuern gewählt und am 25. Juli 1925 benediziert wurde. Nach neun Jahren resignierte Weindl am 19. Juni 1933 auf die Abtei, wurde Pfarrvikar von Perwang am Grabensee und verstarb am 8. Oktober 1943 im Krankenhaus von Laufen an der Salzach. Er wurde am Pfarrfriedhof von Lamprechtshausen begraben. Seine exhumierten Gebeine wurden am 9. Mai 2012 auf dem Konventfriedhof vom Michaelbeuern bestattet.
Das Wappen von Abt Weindl befindet sich am Eingang zum Augustiner Bräustüberl in Salzburg.